# Das Monster aus dem Schrank
Das Monster aus dem Schrank ist das Debütalbum der Lübbener Deathcore-Band We Butter the Bread with Butter (WBTBWB). Nach der ersten Veröffentlichung von 100 Stück im Selbstvertrieb wurde es am 21. November 2008 bei Redfield Records veröffentlicht. Zeitgleich erschien das Album auch in Nordamerika. Insgesamt liegt damit die Auflage weit über 5000 Stück.

## Hintergrund
2007 begannen Marcel Neumann und Tobias Schultka ihren musikalischen Vorbildern wie Suicide Silence und Crystal Castles nachzueifern. Daraus entstand der erste Song, anfangs noch ohne Text. Der Song „Backe, Backe Kuchen“ entstand aus dem Einfall, dass die Silben von „In der Küche riecht es lecker“ gut zur Musik passen. Damit war die Idee der Neuvertonung von Kinderliedern geboren. Alle Songs des Albums wurden komplett bei Marcel Neumann zu Hause aufgenommen. Die Band weigert sich, in einem Studio aufzunehmen, da dies ihrer Meinung nach die Kreativität einschränke. Das Album entstand vom Schreiben und Aufnehmen der Songs bis zum Cover-Entwurf komplett während der Semesterferien.

## Stil
Viele Lieder sind Neuinterpretationen bekannter deutscher Kinderlieder oder enthalten zumindest zum Teil Texte dieser, werden aber in einen neuen Zusammenhang gebracht (wie zum Beispiel „Godzilla“, das zum Teil aus dem Text von „Auf der Mauer, auf der Lauer“ besteht). Der Gesang ist zum größten Teil guttural. Er reicht von hohen Screams über Pig Squeals bis zu tiefen Growls. Die Gitarrenspielweise ist eher technisch orientiert. Wie im Deathcore typisch, werden Breakdowns und Blastbeats häufig eingesetzt, jedoch sind auch elektronische Elemente zu hören, was nicht Genre-Standard ist. Bestimmte genretypische Spielweisen werden bewusst überspitzt (z. B. „Extrem“). Die Band selbst bezeichnet ihren Stil als „Deathcore-Electro-Kinderlieder-Buttercore“.

## Rezension
Über das Album schreibt hardkern.de:

„We Butter The Bread With Butter bieten hier brachialen Metalcore, der ziemlich druckvoll nach vorne walzt und dabei keine Kompromisse eingeht. Dazu fiese Growls, Pig-Squeals und rasiermesserscharfe Schreie, die einem im übertragenen Sinne fast das Blut in den Adern gefrieren lassen. Irgendwann wird aber auch der lustigste Witz langweilig und ‚Das Monster aus dem Schrank‘ verliert nach zwei Dritteln seiner Spielzeit ein wenig an Faszination.“

bloodchamber.de schreibt:

„Dieses Album hat alles, was es braucht: Riffs, Doublebass und Gegrunze ohne Ende, geniale und einfallsreiche Texte, ein geiles Cover samt einschlägigem Namen und eine fette Produktion, bei der lediglich die Stimme des Oberchaoten am Mic etwas kraftvoller hätte sein können.“

## Titelliste
1. Intro – 0:19
2. Schlaf Kindlein Schlaf – 2:25
3. Willst Du mit Mir Gehn? – 2:15
4. Das Monster aus dem Schrank – 3:27
5. Breekachu – 1:45
6. Hänschen Klein – 1:36
7. Terminator und Popeye – 2:11
8. Backe, Backe Kuchen – 2:19
9. World of Warcraft – 2:15
10. Fuchs Du Hast die Gans Gestohlen – 2:34
11. Alle Meine Entchen – 2:17
12. I Shot the Sheriff – 1:47
13. Hänsel und Grätel – 2:27
14. Der Kuckuck und der Esel – 2:07
15. Extrem – 5:25
16. Godzilla (Bonustrack) – 2:07
17. Alle Meine Entchen (Orchester-Version) – 2:52
18. Schlaf, Kindlein Schlaf (Electro-Version) – 2:24
19. See You Lätta Brotenkopf (Erster WBTBWB-Song) – 0:41